# Oscar Ahumada
Oscar Adrián Ahumada (Zárate, provincia de Buenos Aires, Argentina; 31 de agosto de 1982) es un ex futbolista argentino. Jugó de mediocampista central y se retiró en el club All Boys.

## Trayectoria
Realizó las inferiores en River Plate . Integró el plantel que se consagró campeón del Torneo Clausura 2003. Más tarde, jugó en el Wolfsburgo de Alemania, para luego volver al conjunto millonario donde conseguiría el Torneo Clausura 2008.
En el 2010 se marchó al exterior para jugar en el Veracruz de México donde jugó durante una temporada. Luego sería el turno de jugar en el FC Rostov de Rusia. En el 2012 regresaría Argentina para Jugar en su último equipo antes del retiro en All Boys.

## Selección nacional
Ha sido internacional con la Selección de fútbol de Argentina Sub-20. Previamente con el Seleccionado Sub-17 de José Pekerman. Disputó el Mundial Juvenil de 2001 disputado en Argentina, en el que fue campeón.
En el 2012 fue convocado por Alejandro Sabella para disputar la revancha del Superclásico de las Américas contra Brasil el 21 de noviembre. Luego de su retorno al fútbol argentino, le llega la chance de ponerse la celeste y blanca a los 30 años y luego de un buen torneo.

## Clubes
| Club        | País      | Año       | Goles |
| ----------- | --------- | --------- | ----- |
| River Plate | Argentina | 2002-2004 | 3     |
| Wolfsburgo  | Alemania  | 2004-2005 | 1     |
| River Plate | Argentina | 2005-2010 | 5     |
| Veracruz    | México    | 2010-2011 | 0     |
| FC Rostov   | Rusia     | 2011-2012 | 0     |
| All Boys    | Argentina | 2012-2014 | 3     |

## Palmarés

### Campeonatos nacionales
| Título           | Club        | País      | Año    |
| ---------------- | ----------- | --------- | ------ |
| Primera División | River Plate | Argentina | C-2003 |
| Primera División | River Plate | Argentina | C-2004 |
| Primera División | River Plate | Argentina | C-2008 |

### Campeonatos internacionales
| Título                                 | Club                       | País      | Año  |
| -------------------------------------- | -------------------------- | --------- | ---- |
| Copa Mundial de Fútbol Juvenil de 2001 | Selección Argentina Sub-20 | Argentina | 2001 |